# كازو
حي كازو هو أحد أحياء مدينة حماة ويقع في الجهة الشمالية الغربية للمدينة على ضفة نهر العاصي اليسرى. بلغ عدد سكانه 7937 في عام 2004.
كان عبارة عن قرية صغيرة تعرف باسم كازو  وفي فترة الوحدة بين سوريا ومصر وقيام حملة تعريب أسماء الأماكن تم تغيير اسمها إلى الكوثر وما لبثت إلا أن عادت إلى اسمها القديم بعد الانفصال بين سوريا ومصر وتم ضمه إلى مدينة حماة كأحد أحيائها في عام 1984.
سكنت هذه المنطقة حضارات قديمة كما أظهرت الحفريات الأثرية ويعتقد أنها ترقى إلى العصر البيزنطي، وما تزال أغلب آثارها مدفونة في الأراضي المحيطة بها وقد تم اكتشاف قبر لإمرأة وتم وضع كامل محتوياته في القاعة الثالثة في متحف حماة ويحتوي هذا الحي على أحد النواعير التي تشتهر بها مدينة حماة وتعرف باسم ناعورة كازو تم تجديدها وصيانتها في عام 2007 بعد إهمالها لعدة عقود، ويوجد بجوار هذه الناعورة طاحونة مائية أثرية تعمل بقوة الماء وتعرف باسم طاحونة أبو عابد وهو آخر من كان يعمل بها.

## مساجد
يوجد في كازو ثلاثة مساجد وهي حسب ترتيب بنائها:
- مسجد كازو القديم: وهو أول مسجد في هذا الحي، وبناؤه عبارة عن قسمين الأول قديم مبني من الحجر والطين وذو جدران وأعمدة سميكة وضخمة وتحتوي على قناطر وتم توسعة المسجد فأضيف القسم الثاني وهو مبني من الخرسانة المسلحة.
- مسجد عمار بن ياسر: وهو أضخم مساجد الحي مبني بشكل كامل من الخرسانة المسلحة وتم توسعته عدة مرات وتقام به صلاة الجمعة جامعة لجميع المصلين في الحي ولا تقام صلاة الجمعة في أي مسجد غيره واُلحق به قاعة للتعازي يعود ريعها للمسجد لتغطية نفقاته.
- مسجد خديجة الكبرى: وهو أحدثها مبني من الخرسانة المسلحة وتم كساؤه بالحجر الكلسي ويتألف من طابقين.

## المدارس التعليمية
يوجد في الحي عدد من المدارس بمراحلها الابتدائية والإعدادية والثانوية وهي:
- مدرسة خالد العبود (ابتدائية)
- مدرسة محدثة كازو (ابتدائية)
- مدرسة كازو للبنين (إعدادية)
- مدرسة كازو للبنات (إعدادية وثانوية)

## معرض الصور

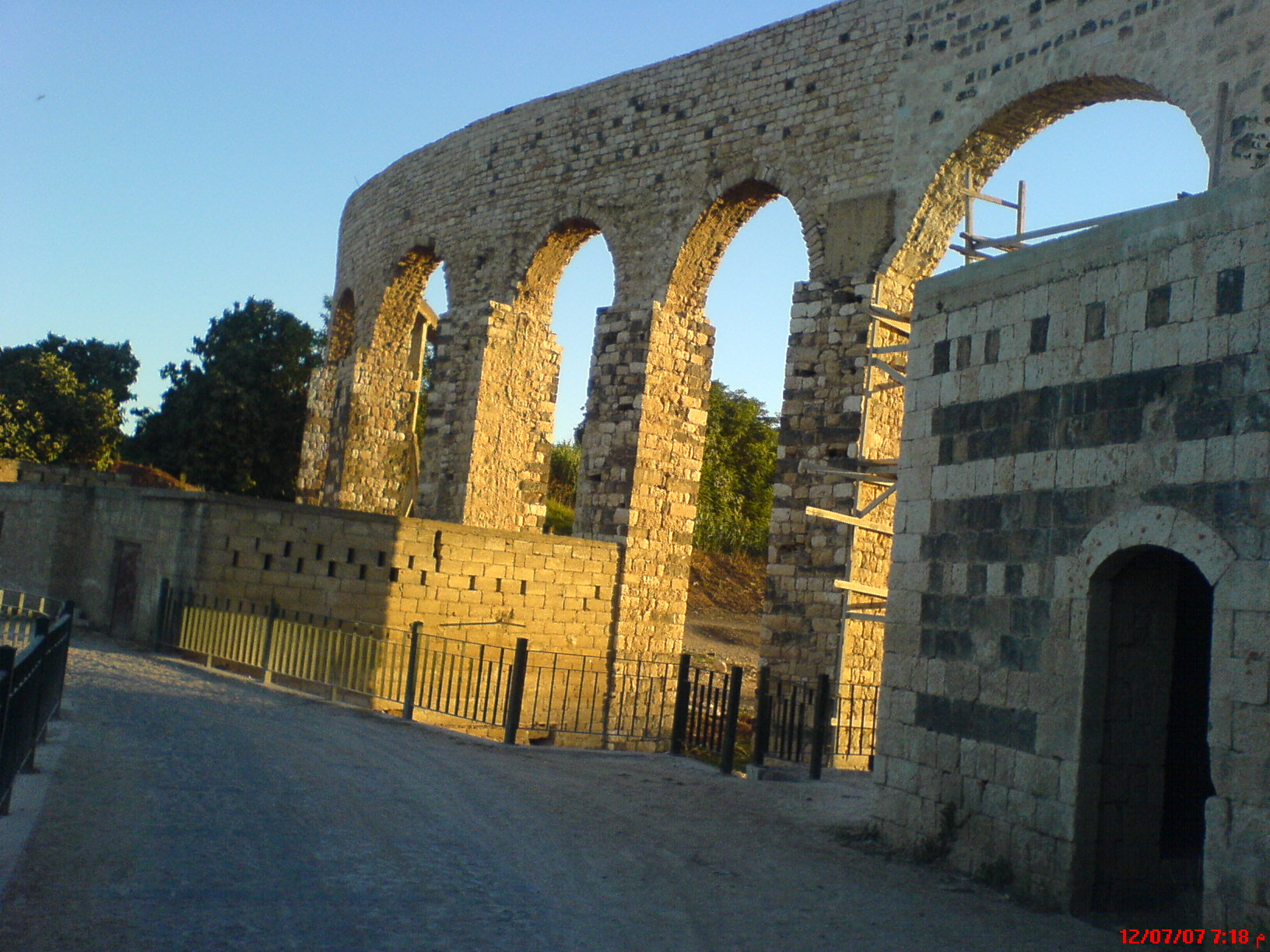
جزء من الطاحونة وتظهر سقالة ترميم ناعورة كازو عام 2007.
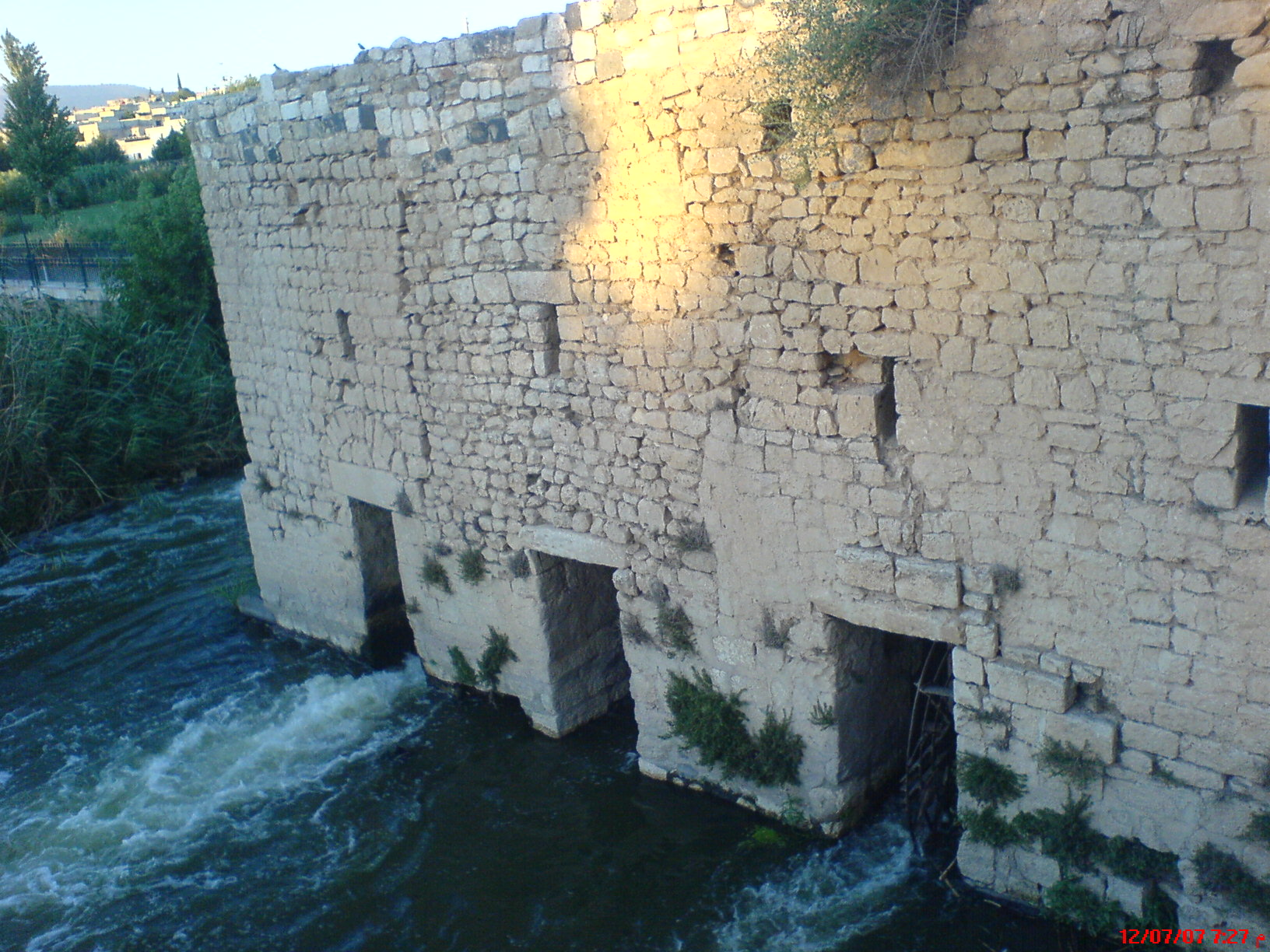
الجزء الخلفي من طاحونة أبو عابد في كازو.
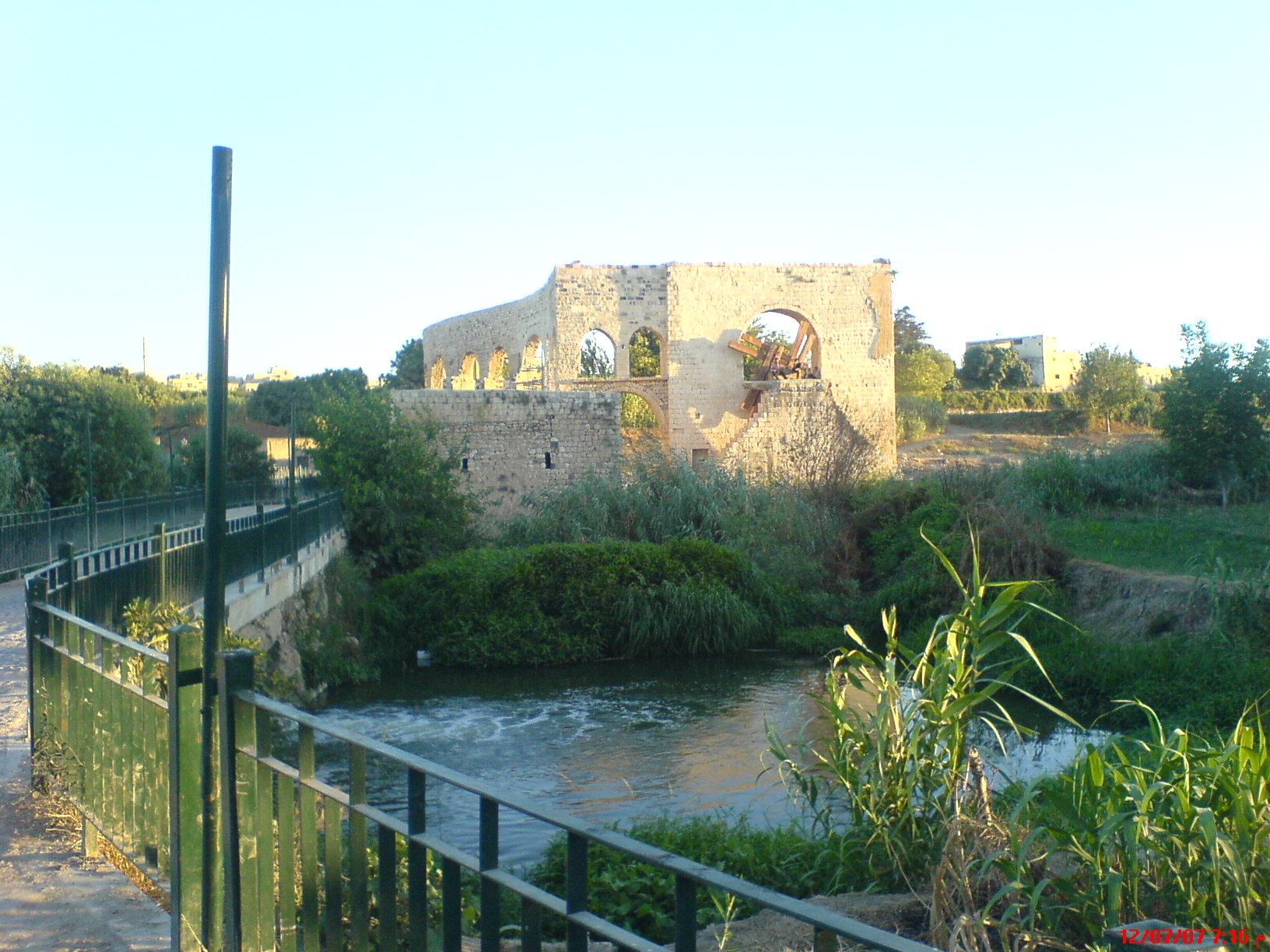
ناعورة كازو عند البدء بصيانتها عام 2007.

## وصلات خارجية
- موقع كازو في دليل مدن العالم
- موقع كازو الجغرافي على الويكيمابيا